# Baština
Baština (cyr. Баштина) – wieś w Bośni i Hercegowinie, w Republice Serbskiej, w gminie Kotor Varoš. W 2013 roku liczyła 134 mieszkańców.